# Абдулжалилов, Фазиль Апасович
Фазиль Апасович Абдулжалилов (ног. Фазыл Апас улы Абдулжаьлилов, 1 марта 1913—1974) — ногайский писатель. Один из основоположников ногайской литературы.
Фазиль Абдулжалилов родился в 1913 году в селе Канглы (ныне Минераловодский район Ставропольского края). В 1932 году окончил Черкесский педагогический техникум.
Первые произведения Абдулжалилова были напечатаны в 1931 году. Фазиль Абдулжалилов является автором повестей «Двое из многих» (1936), «Семья сильных» (ног. Куьшлилердинъ аьели, 1950, о Великой Отечественной войне), «Асантай» (1955, о жизни ногайцев до революции); пьесы «Побеждённые враги» (1936); сборников стихов «Шумит Кубань» (ног. Шувылдайды Кобансув, 1955), «Кубань — моя песня» (1957), «Когда отточено перо» (1969); дилогия романов «Бурный поток» (ног. Каты агын, 1959) и «Хороша нива — у коллектива» (ног. Бес камышы — берекет, 1966) о коллективизации.

## В русском переводе
- Кубань - моя песня: стихи. - Черкесск: Карачаево-Черкес. кн. изд., 1957. - 40 с.
- Бурный поток: роман - Черкасск, 1960. - 211 с.
- Крутые повороты: повести. - Ставрополь: Кн. изд-во, 1962. - 168 с.
  - Крутые повороты
  - Семья сильных
- А цветы жили: повесть - Черкесск : Ставроп. кн. изд-во. Карачаево-Черкес. отд-ние, 1971. - 216 с.
- Когда приходит весна: повесть. Рассказы - Ставрополь : Кн. изд-во, 1972. - 128 с.
  - Когда приходит весна: повесть
  - Квадрат "46-76": рассказ
  - Материнская улыбка: рассказ
  - Человек: рассказ
  - Хищник: рассказ